# 박성재 법무부 장관 탄핵소추
박성재 법무부 장관 탄핵 소추는 박성재 법무부 장관이 2024년 대한민국 비상계엄에 적극적으로 가담하였다는 혐의로 국회에서 탄핵을 소추한 일이다. 재판관 8인의 전원일치 기각이 이뤄졌다.

## 배경
윤석열 대통령이 일으킨 2024년 대한민국 비상계엄에 관하여, 박성재 법무부 장관이 윤석열 대통령의 비상계엄에 적극적으로 가담하였다는 의혹이 제기되었다. 특히 윤석열 대통령과 삼청동 안가 회동, 이상민 행정안전부 장관과 통화, 영부인 김건희에 대한 특검법 표결 중 퇴장 등 다양한 이유가 제시되었다.

## 정치권의 탄핵 추진
| 대한민국 국회 법무부장관(박성재) 탄핵소추안 | 대한민국 국회 법무부장관(박성재) 탄핵소추안 |
| 재적 299명 중 과반인 150명 동의 필요        | 재적 299명 중 과반인 150명 동의 필요        |
| 선택                                        | 득표                                        |
| ------------------------------------------- | ------------------------------------------- |
| 가                                          | 195 / 300                                   |
| 부                                          | 100 / 300                                   |
|                                             |                                             |
| 미투표                                      | 4 / 300                                     |

더불어민주당과 조국혁신당 등 6개 야당은 조상원 검사에 대한 탄핵소추안을 발의하였고, 재적 300명 중 과반인 151명을 넘긴 195명으로 탄핵 소추안을 발의하였다. 국민의힘에서 일부 이탈표가 나왔다. 
박성재 법무부 장관이 탄핵 소추됨에 따라서, 김석우 법무부 차관이 장관 대행직을 수행하였다.

## 선고 결과
2025년 4월 10일, 헌법재판관 8인 만장일치로 기각되었다.